# Pentoo
Pentoo este o distribuție de Linux Gentoo Live CD și Live USB, concepută pentru teste de penetrare și evaluarea securității sistemului de operare. 